# La casa (film)
Pour le groupe musical français, voir La Casa.
Pour plus de détails, voir Fiche technique et Distribution.
La casa est un film espagnol réalisé par Álex Montoya, sorti en 2024.

## Synopsis
Trois frères et sœurs se retrouvent dans la maison de vacances de leur défunt père et découvrent des secrets de famille.

## Fiche technique
- Titre : La casa
- Réalisation : Álex Montoya
- Scénario : Joana M. Ortueta et Álex Montoya d'après le roman graphique de Paco Roca
- Musique : Fernando Velázquez
- Photographie : Guillem Oliver
- Montage : Lucía Casal et Álex Montoya
- Production : Óscar Bernàcer, Jordi Llorca Llinares, Pilar Llorca, Joana M. Ortueta, Iván Martínez-Rufat et Álex Montoya
- Société de production : Haciendo La casa, Nakamura Films et RAW Producciones
- Pays :  Espagne
- Genre : Comédie dramatique
- Durée : 83 minutes
- Dates de sortie : 
  -  Espagne : 1er mai 2024

## Distribution
- David Verdaguer : Jose
- Luis Callejo : Antonio
- Óscar de la Fuente : Vicente
- Olivia Molina : Silvia
- María Romanillos : Ema
- Lorena López : Carla
- Marta Belenguer : Olga
- Jordi Aguilar : Cristóbal
- Miguel Rellán : Manolo
- Tosca Montoya : Laia
- Jona García : Manolo à 45 ans
- Arantzazu Pastor : Amparo à 35 ans
- Arantxa Pastor : Amparo à 65 ans
- Dario Mataix : Antonio à 10 ans
- Moana Gómez : Carla à 6 ans
- Nora Arándiga : Ema à 5 ans
- Pau Belloch Rubio : Jose à 5 ans
- Guillem Belloch Rubio : Jose à 11 ans
- Pau Linuesa Batalla : Vicente à 9 ans
- Adrián López : Vicente à 15 ans

## Distinctions
Le film a été nommé pour deux prix Goya.